# Aio Punch
Albums de Ai Ōtsuka
Love Letter
(2008)
Aio Punch est le 1er mini-album de Ai Ōtsuka (sans compter celui sorti sous le nom "Love"), sorti sous le label Avex Trax le 26 mars 2014 au Japon. Il arrive 67e à l'Oricon et se vend à 1 988 exemplaires en tout.

## Liste des titres
| 1. | Sakuranbo -Cocktail- (さくらんぼ―カクテル―)              |  |
| 2. | Chu-Lip -Hachimitsushu- (Chu-Lip ―蜂蜜酒―)               |  |
| 3. | Amaenbo -Lemon Tea- (甘えんぼ―レモンティ―)               |  |
| 4. | Haneari Tamago -Espresso- (羽ありたまごご―エスプレッソ―) |  |
| 5. | Peach -Vodka- (PEACH ―ウォッカ―)                         |  |
| 6. | 5:09a.m. -Perrier- (5:09a.m. ―ペリエ―)                   |  |